# Luníkov
Luníkov (Duits: Lunkau) is een Tsjechische plaats in de gemeente Žižice in de regio Midden-Bohemen en maakt deel uit van het district Kladno. Het dorp ligt op ongeveer 1 km afstand van Žižice.
Luníkov telt 71 inwoners (2021).

## Geografie
Luníkov ligt aan de Červenýbeek.

## Geschiedenis
De eerste schriftelijke vermelding van het dorp dateert van 1185.
Van de 15e en tot het midden van de 16e eeuw behoorde Luníkov toe aan de familie Lunikovský. Een van de laatsten was de adellijke heer Jiřík Luníkovský, die in 1551 overleed. In de buurt van het dorp is een heidense begraafplaats gevonden, opgegraven door Václav Krolmus. 
In 1849, een jaar na de afschaffing van het feodalisme, werd Luníkov een eigen gemeente, waartoe ook Žižice behoorde. In 1874 werd dit teruggedraaid. Ergens daarna werd Luníkov samen met Žižice, Osluchov, Vítov en Drnov samengevoegd tot de gemeente Žižice. Sinds 1960 behoort het dorp (samen met de rest van de gemeente) tot het district Kladno.

## Verkeer en vervoer

### Autowegen
Er loopt een regionale weg (I/16) die Luníkov verbindt met onder meer Žižice, Slaný, Mělník en Ješín.
Weg I/16J werd in 2019 aangelegd om de verkeersdrukte in Vítov te verlagen en op 18 december dat jaar geopend. Het tweede deel daarvan werd op 21 december 2020 in gebruik genomen, waardoor ook de verkeersdrukte in Luníkov afnam. Beide projecten waren onderdeel van een groter project om de verbinding tussen Slaný en Velvary te verbeteren.

### Spoorlijnen
Er is geen spoorlijn of station in Luníkov. Het dichtstbijzijnde station is Zvoleněves, op 4 km afstand. Dat station ligt aan spoorlijn 110 Kralupy nad Vltavou - Slaný - Louny.

### Buslijnen
In 2019 werd de gemeente Žižice - tezamen met de rest van de regio Slaný - aangesloten op het systeem van Pražská integrovaná doprava (PID).
Er zijn twee bushaltes in Luníkov:
| Halte                | Lijnen      | Trajecten                                                   | Vervoerder      |
| -------------------- | ----------- | ----------------------------------------------------------- | --------------- |
| Žižice, Luníkov      | 593 594 617 | Slaný - Velvary Slaný - Zlonice Slaný - Kralupy nad Vltavou | ČSAD Slaný      |
| Žižice, odb. Luníkov | 623         | Velvary - Kladno                                            | ČSAD MHD Kladno |

## Bezienswaardigheden
- Dorpskapel

## Galerij

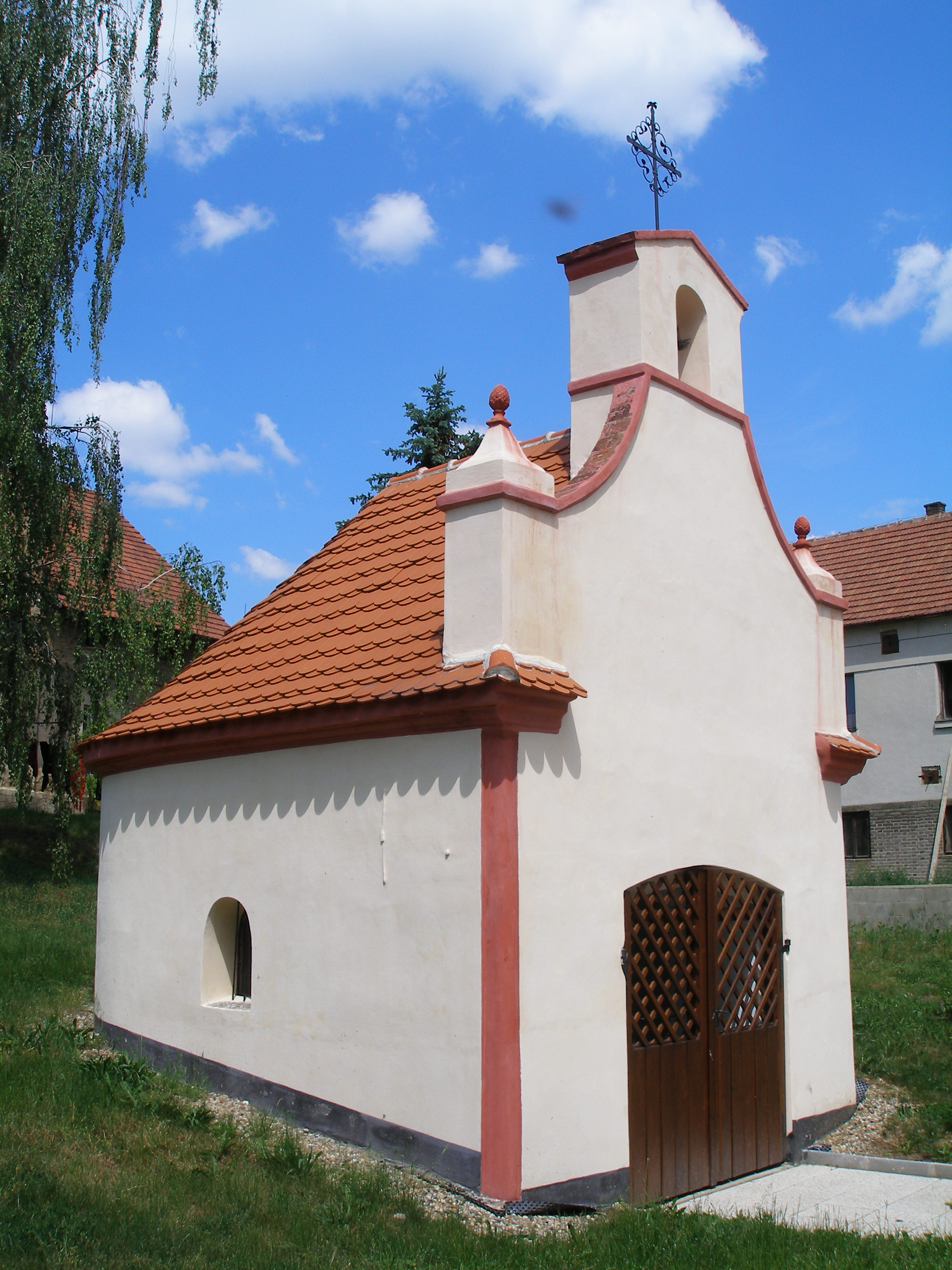
Dorpskapel (vooraanzicht)
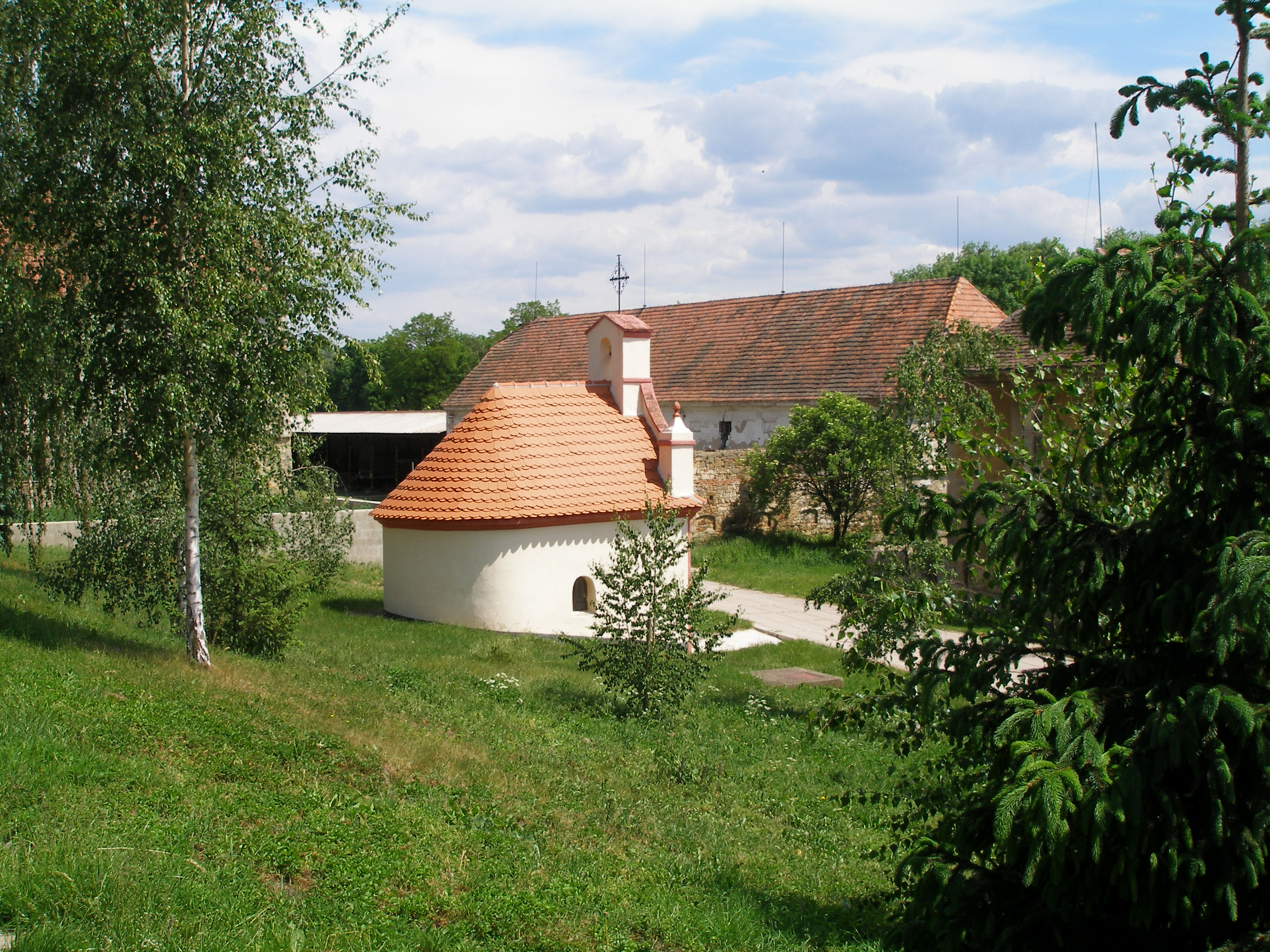
Dorpskapel (achter- en zijaanzicht)
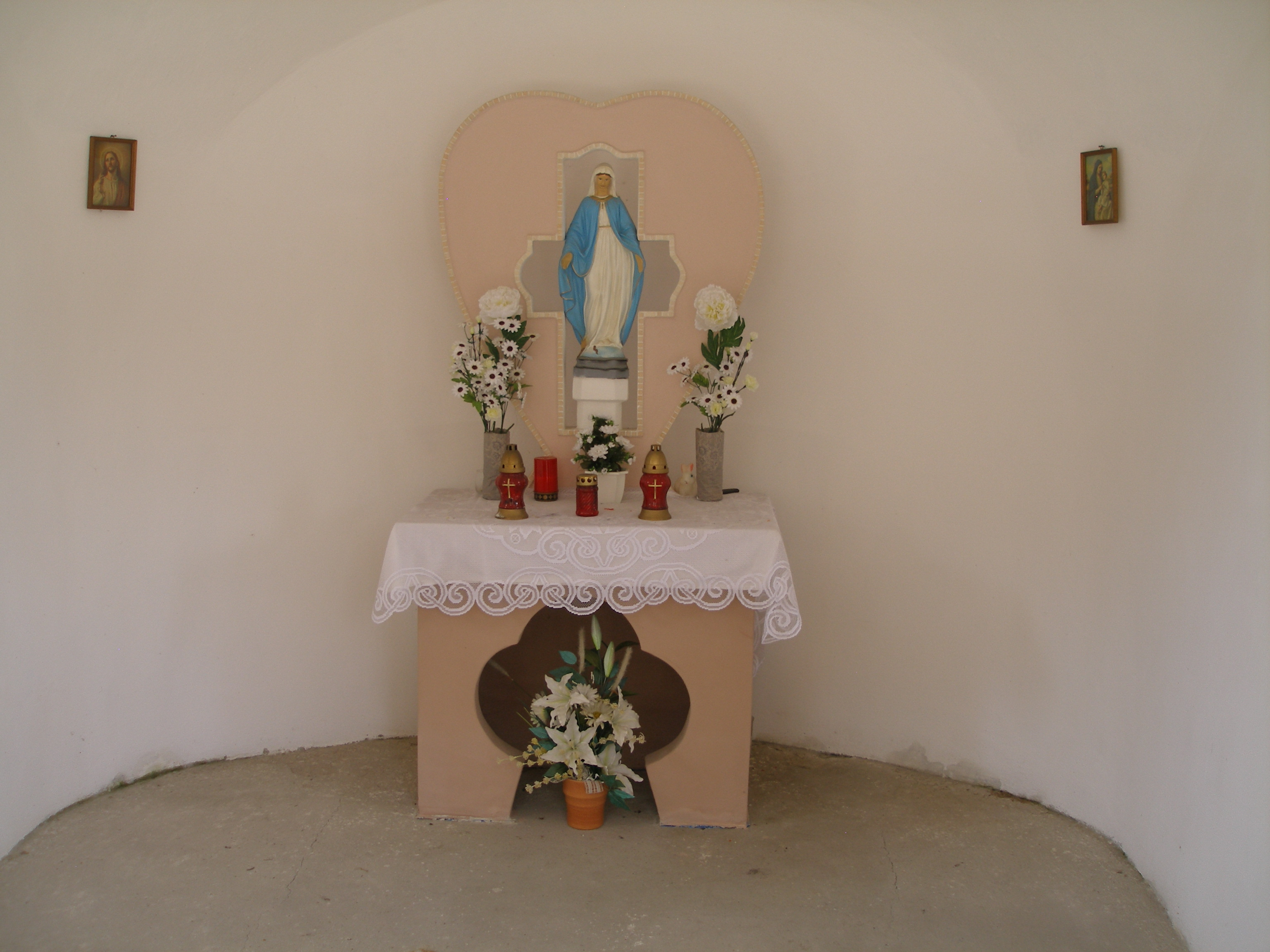
Dorpskapel (binnenzijde)
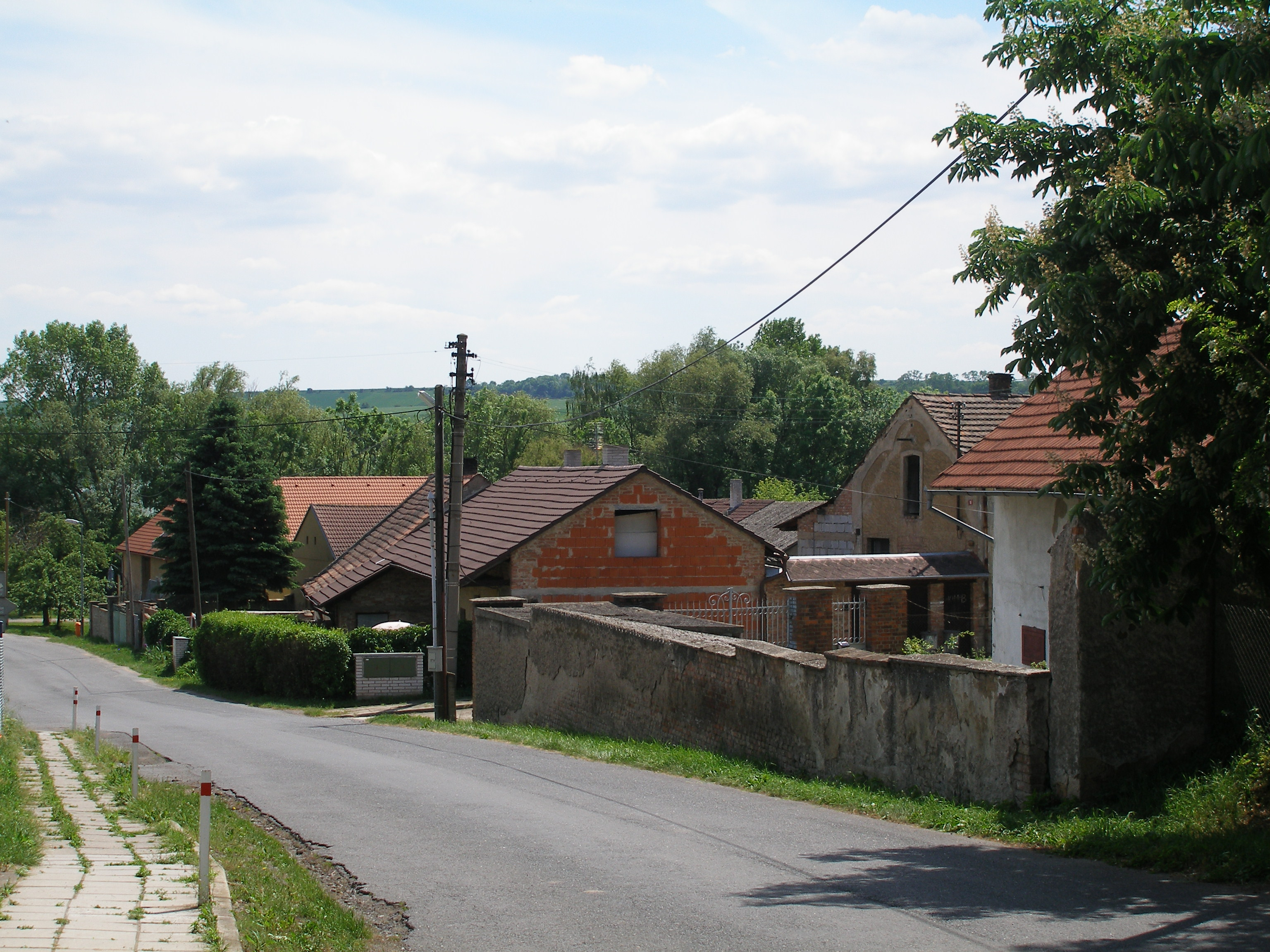
Heuvelweggetje in Luníkov
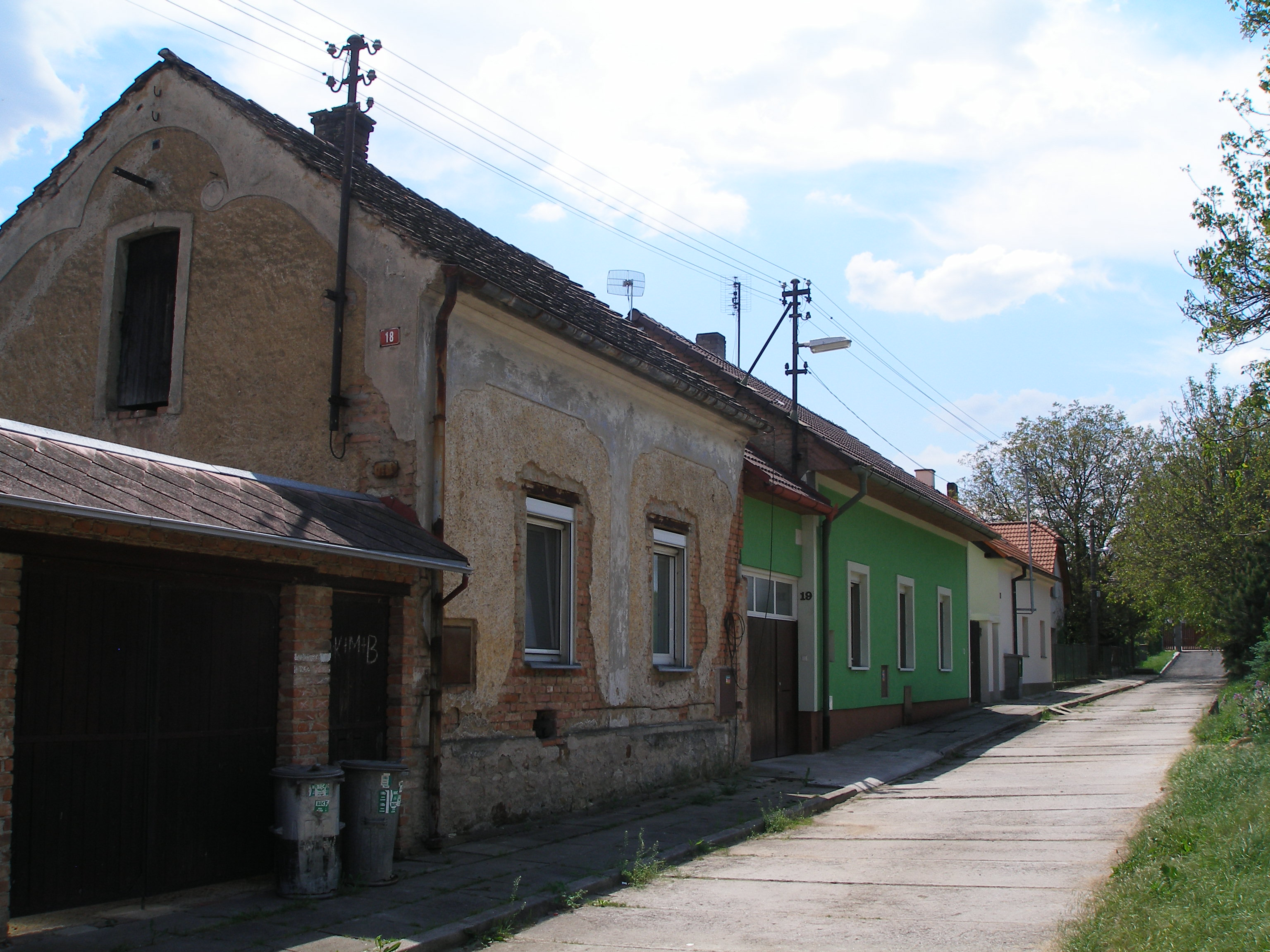
Huizen in Luníkov
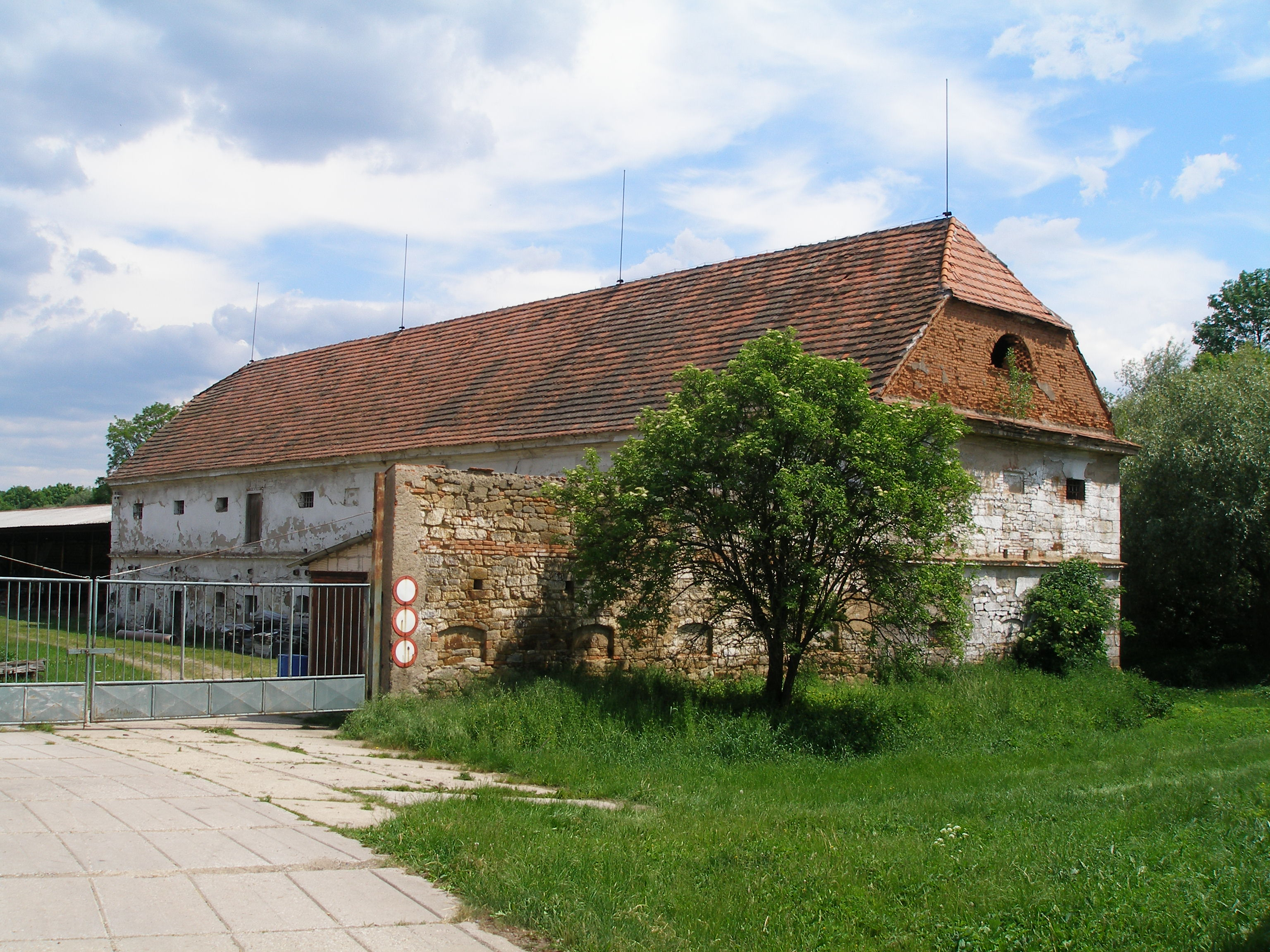
Oude boerderij in Luníkov